# 안 데어 에치
안 데어 에치(독일어: An der Etsch, 에치강(아디제강)과 산맥)는 튜턴 기사단의 베일리프 관할구이며, 1260년에 창단되었고 오늘날 이탈리아 볼차노도에 있는 볼차노(Bozen)을 본부로 하였으며, 옛 티롤 백국과 인접한 트렌토 주교국의 일부 영토로 이루어졌다.
신성 로마 제국내에 있는 튜턴 기사단의 행정 구역 중 하나인 안 데어 에치는 공인된 제국 영지로서 제국 칙령을 통해 봉건적 지위를 지녔었다. 이곳의 영지는 독일 왕국과 이탈리아 왕국의 모든 베일리프들의 사령관이자 가끔 기사단장이라고도 하는 도이치마이스터(Deutschmeister)에 대한 책임을 지고 있던 지역군행관(Landkomtur)에게 종속되어있었다.

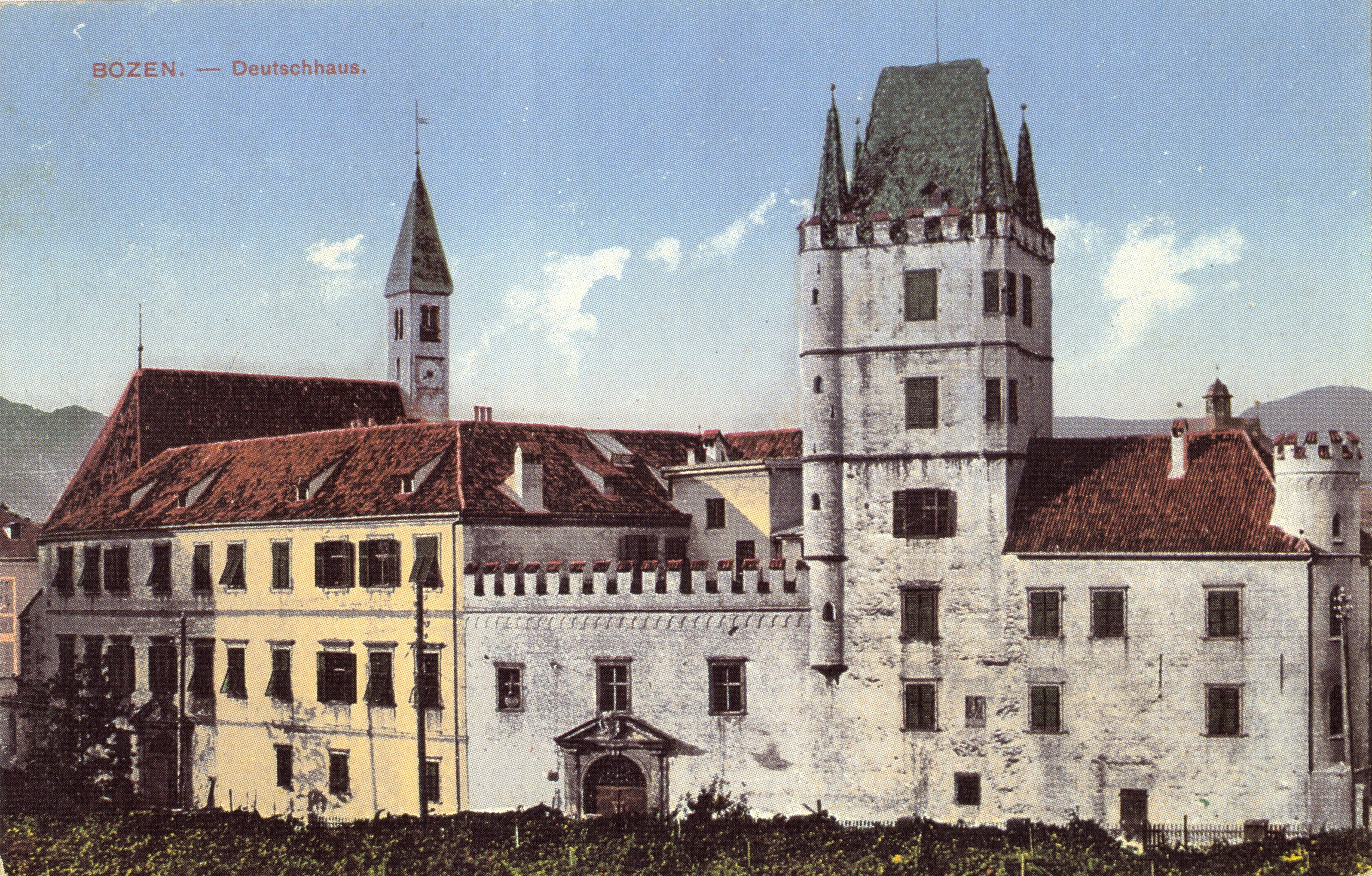
볼차노의 도이치하우스

## 역사
튜턴 기사단은 1202년 보첸 인근 에치강과 아이자크강이 합류하는 곳에 최초의 병원을 설립했고, 잇달아 신성 로마 제국 황제가 이탈리아나 성지에 십자군을 하러 갈때 필수적이였던 브레너 고개로 향하는 산악 도로에 일부 호스텔도 세웠다.
이 지역의 베일리프는 나폴레옹 전쟁 동안 자치권을 상실했으며, 1805년 프레스부르크 조약으로 티롤이 신국가인 바이에른 왕국에 양도 되었고 결국에는 1814년에 오스트리아 제국에 병합되었다. 튜턴 기사단의 시점에서, 이 지역은 세속화시킬수 없는 곳이였기에 오늘날에도 안 데어 에치는 볼차노도에서 평도사들의 조직을 의미한다.

## 1400년 경의 도이치하우스
- 볼차노
- 라나
- 렝모오스
- 슐란데르스
- 슈테르칭
- 상트레온하르트
- 트렌토